# Kelburn Castle

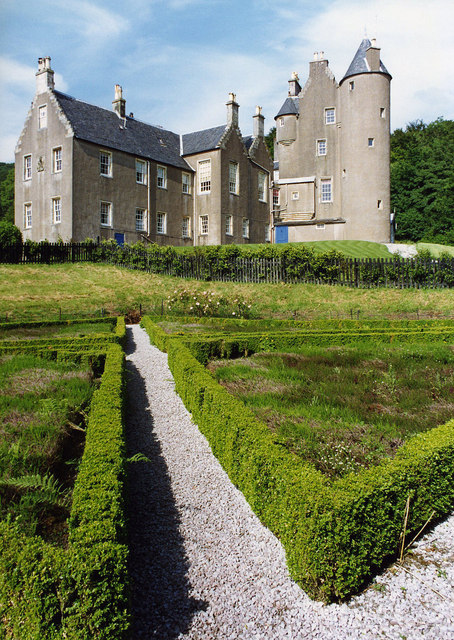
Kelburn Castle

Kelburn Castle ist ein Herrenhaus nahe der schottischen Stadt Fairlie in der Council Area North Ayrshire. 1971 wurde das Bauwerk in die schottischen Denkmallisten in der höchsten Denkmalkategorie A, 1987 die Außenanlagen in das Inventory of Gardens and Designed Landscapes in Scotland aufgenommen. Das Herrenhaus liegt isoliert zwischen Fairlie und Largs nahe dem Südufer des Firth of Clyde.

## Geschichte
Bereits seit dem 12. Jahrhundert befinden sich die Ländereien im Besitz der Familie Boyle, ursprünglich de Boyville. Diese stammt aus der Normandie und siedelte nach der Schlacht bei Hastings nach Britannien über. Im Jahr 1140 nahm ein Zweig der Familie die Ländereien in Ayrshire in Besitz und errichtete um 1200 ein befestigtes Bauwerk an diesem Ort. 1581 ließen sie dort ein Tower House mit Z-förmigem Grundriss errichten, das wahrscheinlich Teile der ursprünglichen Festung miteinbezog. Dieses wurde in mehreren Bauabschnitten zwischen 1692 und 1720 erweitert. Die letzte Ausbaustufe wurde 1880 fertiggestellt, wobei das Herrenhaus in seiner heutigen Form entstand. Seit 1666 wird der Titel Earl of Glasgow innerhalb der Familie vererbt und Kelburn Castle bildet den Stammsitz des Inhabers.
Nachdem Historic Scotland an die baldige Notwendigkeit der Erneuerung des Fassadenputzes erinnerte, ließ Patrick Robin Archibald Boyle, 10. Earl of Glasgow für 20.000 £ Teile der Fassaden von vier brasilianischen Graffitikünstlern gestalten, darunter Os Gêmeos & Nina. Dies war als temporäre Installation bis zur fälligen Erneuerung des Harl-Putzes gedacht und von den Denkmalschutzbehörden gestattet. Seit 2011 bekundete der Inhaber jedoch mehrfach das Kunstwerk nicht entfernen zu wollen.

## Weitere Bauwerke

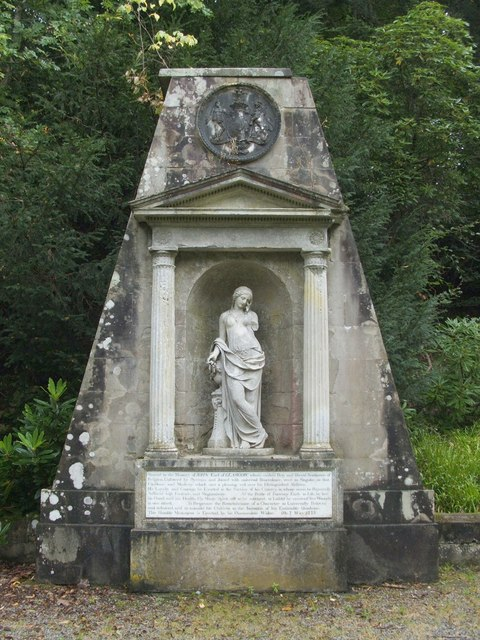
Monument

In den weitläufigen Gärten des Anwesens befindet sich ein Monument in Gedenken an John Boyle, 3. Earl of Glasgow. Es wurde im Jahre 1775 von dem schottischen Architekten Robert Adam entworfen und ist als Einzeldenkmal in den schottischen Denkmallisten in der Kategorie A geführt. Die Originalentwürfe sind im Sir John Soane’s Museum in London archiviert. Das trapezförmige Bauwerk ist mit einer Ädikula mit Blendpfeilern und Dreiecksgiebel gearbeitet und zeigt eine trauernde, weibliche Gestalt.
In den Gärten sind des Weiteren zwei Sonnenuhren aufgestellt, von denen eine als Kategorie-A-Denkmal klassifiziert ist. Das 1707 geschaffene Bauwerk besteht aus einem Schaft mit quadratischem Grundriss, der von einem mehrstufigen Podest aufragt. Auf diesem sitzt ein Polygon auf, das sich schließlich zu einem Obelisken verjüngt und mit einer schmiedeeisernen Wetterfahne abschließt. Die Gnomone bestehen aus Bronze.